# Gerolsteiner (велокоманда)
Gerolsteiner (UCI Team Code: GST) — немецкая профессиональная шоссейная велокоманда, существовавшая в 1998 — 2008 годах, финансировавшаяся одноимённым производителем минеральной воды.

## История
Команда основана в 1998 году Дитером Кольсаром. В 1999 году произошло полное переформирование команды, функции спортивного менеджера в возложены на Ханса-Михаэля Хольцера, из прошлогоднего состава осталось лишь трое гонщиков.
В 2002 году вошла в число участников первого дивизиона UCI. В 2003 году впервые участвовала в супермногодневке Тур де Франс. В 2005 году получила лицензию новообразованного UCI ProTour.
5 сентября 2007 года стало известно, что владелец и главный спонсор велокоманды компания Gerolsteiner Brunnen завершает финансирование после окончания сезона 2008.
В 2008 году были обнаружены следы применения допинга у члена команды Штефана Шумахера. Позднее, допинг-проба, взятая во время Тур де Франс у другого гонщика Gerolsteiner, австрийца Бернарда Коля, ставшего в итоге бронзовым призёром и победителем горной классификации Тура, дала положительную реакцию на эритропоэтин CERA. 13 октября Коль был отчислен из команды. Из-за допинг-скандалов поиски новых спонсоров не увенчались успехом и команда была расформирована. 

## Победы
2005
UCI ProTour:
- Эйндховенская командная велогонка на время — Gerolsteiner
- Тур де Франс: этап 14 — Георг Тощинг
- Тур Германии: этап 4 и генеральная классификация — Леви Лайфаймер
- Вуэльта Испании: этап 19 — Хайнрих Хаусслер
- Тур Польши: этап 5 — Фабиан Вегманн

Континентальные туры:
- Тур Мурсии: этапы 1 и 2 — Данило Хондо
- Тур Нижней Саксонии: этап 4 — Роберт Фёстер
- Тур Баварии: генеральная классификация — Михаэль Рих
- Гран-При Триберга — Шварцвальда — Фабиан Вегманн
- Электроер Стар: этап 2 — Михаэль Рих
- Тур Саксонии: этап 2 — Томас Циглер
- Тур Бриксии: этап 1 — Давид Ребеллин
- Регио-Тур:
  - этап 4 — Тони Мартин
  - этап 5 — Свен Краусс
- Тур Гессена:
  - этап 4б — Михаэль Рих
  - этап 5 — Себастьян Ланг
- Тур Рейнланд-Пфальца: генеральная классификация — Михаэль Рих
- Тур Нюрнберга — Ронни Шольц
- Франко-бельгийский круг: этап 3 — Франк Хой

Национальные чемпионаты:
- Германии в гонке на время — Михаэль Рих

2006
UCI ProTour:
- Париж — Ницца: этап 7 — Маркус Цберг
- Джиро д’Италия: 
  - этапы 3 и 18 — Штефан Шумахер
  - этап 21 — Роберт Фёстер
- Дофине Либере:
  - этап 1 — Фабиан Вегманн
  - генеральная классификация — Леви Лайфаймер
- Тур Германии: этап 5 — Леви Лайфаймер
- Энеко Тур:
  - пролог и генеральная классификация — Штефан Шумахер
  - эпап 6 — Давид Копп
- Тур Польши: этапы 6, 7 и генеральная классификация — Штефан Шумахер
- Вуэльта Испании: этап 15 — Роберт Фёстер

Континентальные туры:
- Трофей Кальвио — Давид Копп
- Тур Калифорнии: пролог — Леви Лайфаймер
- Тур Мурсии: этапы 1 и 5 — Хайнрих Хаусслер
- Гран-при Мигеля Индурайна — Фабиан Вегманн
- Круг Сарты:
  - этап 1 — Роберт Фёстер
  - генеральная классификация — Штефан Шумахер
- Тур Рейнланд-Пфальца:
  - этап 2 и генеральная классификация — Рене Хасельбахер
  - этап 3 — Хайнрих Хаусслер
- Тур Баварии: этап 4 — Бит Цберг
- Гран-при кантона Аргау — Бит Цберг
- Электроер Стар: этап 5 — Роберт Фёстер
- Бриксия Тур: этап 1 и генеральная классификация — Давид Ребеллин
- Тур Саксонии: этап 4 — Штефан Шумахер
- LuK Challenge Chrono — Себастьян Ланг и Маркус Фотен
- Тур Дании: этапы 3 и 6 — Роберт Фёстер
- Регио-Тур:
  - этап 2 — Маттиас Русс
  - этап 5 — Торстен Хикманн
- Тур трёх земель: этап 3 и генеральная классификация — Себастьян Ланг
- Франко-бельгийский круг: этапы 2 и 4 — Хайнрих Хаусслер

Национальные чемпионаты:
- Германии в гонке на время — Себастьян Ланг

2007
UCI ProTour:
- Тиррено — Адриатико: этап 5 — Штефан Шумахер
- Амстел Голд Рейс — Штефан Шумахер
- Флеш Валлонь — Давид Ребеллин
- Тур Романдии: этап 1 — Маркус Фотен
- Джиро д’Италия: этап 5 — Роберт Фёстер
- Дофине Либере: этап 1 — Хайнрих Хаусслер
- Тур Германии: этап 1 — Роберт Фёстер
- Тур Польши: этап 3 — Давид Копп

Континентальные туры:
- Неделя Коппи и Бартали: этап 4 — Роберт Фёстер
- Тур Нижней Саксонии: этап 5 — Хайнрих Хаусслер
- Тур Баварии: этап 4 и генеральная классификация — Штефан Шумахер
- Тур Бриксии: этап 1 и генеральная классификация — Давид Ребеллин
- Тур Айна: этап 1 — Бит Цберг
- Тур Нюрнберга — Фабиан Вегманн

Национальные чемпионаты:
- Швейцарии в групповой гонке — Бит Цберг
- Германии в групповой гонке — Фабиан Вегманн

2008
Гонки ASO:
- Париж — Ницца: генеральная классификация — Давид Ребеллин
- Тур де Франс: этапы 4 и 20 — Штефан Шумахер

UCI ProTour:
- Тур Романдии:  этап 4 — Франческо Де Бонис
- Тур Швейцарии: этап 5 — Маркус Фотен
- Энеко Тур: этап 6 — Карло Вестфаль
- Тур Польши: этап 7 — Роберт Фёстер

Континентальные туры UCI:
- Вольта Алгарви: этапы 1 и 3 — Роберт Фёстер
- Тур О-Вар — Давид Ребеллин
- Гран-при Мигеля Индурайна — Фабиан Вегманн
- Тур Баварии:
  - этап 4 — Штефан Шумахер
  - этап 5 — Хайнрих Хаусслер
- Гран-При Триберга — Шварцвальда — Матиас Франк
- Веенендаал — Веенендаал — Роберт Фёстер
- Роттхаус Регио-Тур: этап 4 — Маркус Фотен

Национальные чемпионаты:
- Швейцарии в групповой гонке — Маркус Цберг
- Германии в групповой гонке — Фабиан Вегманн

## Известные велогонщики
- Бернард Коль
- Леви Лайфаймер
- Давид Ребеллин
- Маркус Фотен
- Данило Хондо
- Штефан Шумахер